# Creature di The Legend of Zelda
Questa pagina contiene l'elenco delle creature della serie The Legend of Zelda.

## Anubi
Questi mostri sono mummie fluttuanti, vulnerabili solo al fuoco, che seguono Link a specchio a seconda di dove lui vada: per sconfiggerli è necessario infatti accendere dei cerchi di fuoco nel pavimento e farceli finire dentro dirigendosi verso la parte opposta della stanza. Il nome deriva da quello di una divinità egizia.

## Armos
Gli Armos (アモス?, amosu) sono dei nemici frequenti: di norma sono immobili e per questo sembrano delle statue ma, se Link si avvicina o li attacca, attaccano a loro volta. Alcuni però restano sempre fermi e quindi possono essere usati come blocchi o pesi.
Gli armos hanno caratteristiche diverse nei vari giochi della serie; Passano infatti da essere simili a cavalieri nel primo gioco ad essere delle statue in Ocarina of Time, fino ad arrivare alla forma rocciosa di Twilight Princess. Inoltre nella serie sono apparse anche diverse varietà:
- Armos Knight, un ricorrente boss o mini-boss della serie. È apparso in A Link to the Past, Link's Awakening, The Wind Waker e in Four Swords Adventures.
- Armos Warrior, una varietà di Armos che si nasconde nel quarto dungeon di Oracle of Ages per attaccare gli intrusi che si avventurano nel dungeon.
- Death Armos, una varietà di Armos pressoché invincibile che si trova in Majora's Mask.
- Armos Statue, i cui appartenenti a questa varietà sono identici ai normali Armos, con la differenza che restano sempre immobili anche se vengono toccati, e per questo possono essere usati come blocchi. Sono apparsi in Link's Awakening, Ocarina of Time, Majora's Mask, Oracle of Ages, Oracle of Seasons, Four Swords Adventures e Spirit Tracks.
- Armos Titan, una varietà di Armos apparsa nella versione beta di Twilight Princess, che però non è poi stata inclusa nella versione finale del gioco. Rispetto ai normali Armos gli Armos Titan erano più muscolosi e non usavano armi, ma attaccavano con le mani. Inoltre il punto debole di questa varietà non era un cristallo posto sulla schiena, come nei normali Armos del gioco, ma era un cristallo posto sul petto.

Appaiono in:
- In The Legend of Zelda gli armos si trovano sul Death Mountain e sono di colore arancione con l'armatura verde, ad eccezione di quelli del sesto dungeon che sono bianchi. A volte sotto gli Armos ci sono delle grotte nascoste.
- In A Link to the Past gli Armos sono grigi, ma se vengono toccati si attivano e diventano marroni. Sono presenti anche sei Armos Knight come boss del palazzo orientale e mini-boss della torre di Ganon.
- In Link's Awakening sono simili a quelli di The Legend of Zelda ma sono più lenti e per ucciderli bosogna usare le bombe, il boomerang o l'arco.
- In Ocarina of Time si trovano nei Dungeon, dove sono indistinguibili dalle Armos Statue quando sono inattivi.
- In Majora's Mask gli Armos appaiono solo nello Stone Tower Temple.
- In Oracle of Ages sono simili a quelli di Link's Awakening e si possono uccidere solo con le bombe o il Boomerang magico. Nel quarto dungeon si trova un mini-boss detto Armos Warrior.
- In Oracle of Seasons gli Armos sono come quelli di Oracle of Ages.
- In The Wind Waker gli Armos attaccano Link quando fa scattare una trappola. Per ucciderli Link deve stordirli tirando una freccia nel loro unico occhio e colpirli sulla schiena. Nel gioco si trovano anche degli Armos Knight.
- In Four Swords Adventures gli Armos si trovano nel Desert Temple, nell'Ice Temple e nell'Hyrule Castle.
- In The Minish Cap si racconta che gli Armos sono delle statue rosse alimentate dal fuoco contenuto nella loro testa che sono stati costruiti dalla tribù dei Minish.
- In Twilight Princess si trovano prevalentemente nel Temple of Time e nella Cave of Ordeals.
- In Spirit Tracks gli Armos non sono dei nemici autonomi ma sono le cavalcature dei Miniblin.

Appaiono anche in Link: The Faces of Evil e Zelda: The Wand of Gamelon - 1993.

## Meduse

### Cnidari
Gli Cnidari sono in realtà meduse di grosse dimensioni, dotati di tentacoli elettrificati. Devono essere prima colpiti con il Boomerang e successivamente con la Spada. Questi mostri, quando muoiono, si dividono in tre Cnidiri. Questi mostri sono presenti anche in A Link to the Past e in Twilight Princess.

### Cnidiri
Sono Cnidari di minori dimensioni abbastanza deboli: infatti, basta colpirli con il boomerang per ucciderli. Non si devono colpire con la spada perché al contatto elettrificano il giocatore. Sono presenti anche in A Link to the Past e in Four Swords.

## Cnidade

Cnidade

Cnidade (Barinade in originale) è il terzo boss di Ocarina of Time; Il boss vive nella Pancia di Jabu Jabu, infatti si rivela essere la causa dei disturbi di questo enorme pescione. Il boss si presenta attaccato al soffitto, da dove prende l'energia vitale di Jabu Jabu, e ricoperto di meduse, dette Bari, che Link deve uccidere con il boomerang.

## Laseros
I Laseros sono mostri di metallo aventi un occhio che gira a 360° in cerca di intrusi. Se vedono Link, lo colpiscono con un laser blu. Questi mostri sono presenti anche in A Link to the Past, The Wind Waker, Four Swords Adventures e in Twilight Princess.

## Nembo
I Nembi sono teschi fluttuanti con ali di pipistrello non molto potenti. Quelli normali possono essere eliminati con qualche colpo di spada, mentre gli altri devono prima essere stati colpiti da una freccia. Ecco i quattro tipi:
- Nembo bianco - Presenti nello Santuario dello Spirito.
- Nembo blu - Presenti nel Santuario della Foresta.
- Nembo verde - Questi Nembi hanno una fiamma verde che li protegge a intermittenza.
- Nembo rosso - Questi Nembi sono circondati dalle fiamme.

I Nembi sono presenti anche in quasi tutti gli altri capitoli della serie.

## Smaniosso
La strategia per sconfiggerlo è semplicissima: all'inizio fatevi acchiappare da una delle sue mani finché il corpo non esce fuori. A questo punto, liberatevi dalla presa della mano e, non appena abbassa la testa (per farlo dovete stargli vicini), colpitelo con la spada finché non ritornerà sotto terra. Ripetete il tutto finché non muore. La stessa strategia va usata nello Santuario dell'Ombra. Nel Bottom Of The Well verrete ricompensati con la Lens Of Truth, nello Santuario dell'Ombra, invece, con gli Hover Boots

## Deku Baba
I Deku Baba (chiamati anche Nefetyax) sono piante carnivore presenti, oltre che in Ocarina of Time, in Majora's Mask, The Wind Waker, Twilight Princess e Skyward Sword. Esistono tre tipi di queste piante:
- Deku Baba, presenti nei seguenti luoghi Foresta dei Kokiri, Interno dell'Albero Deku, Santuario della Foresta, Bottom of the Well, Santuario dell'Esilio, Foresta di Firone. Queste piante sono piccole e, se distrutte, forniscono a Link Deku Stick o Deku Nut.
- Grandi Deku Baba, presenti nel Foresta dei Kokiri e nel Santuario della Foresta. Queste piante sono molto più grandi, resistenti e aggressive rispetto alle precedenti.
- Quadribaba, presenti nella Foresta di Firone e altri luoghi di Skyward Sword. Queste Deku Baba alternano il senso di apertura della bocca (da orizzontale a verticale e viceversa), dando più filo da torcere al giocatore che, grazie al Wii Motion Plus, deve colpirle seguendo la direzione della bocca.

## Manhandla
Manhandla è una Deku Baba gigante a quattro teste con un grosso bulbo semovente che consente a Manhandla di muoversi. Il bulbo centrale contiene un altro bulbo interno che è il cuore del mostro. Solo stordendo tutte e quattro le teste si può accedere al cuore.

## Cespuglio Deku
I Cespugli Deku sono mostri ricoperti di foglie verdi presenti in Ocarina of Time,The Minish Cap e in Majora's Mask. L'unico modo per sconfiggerli è usare lo scudo per rispedire indietro i loro colpi. Quando vengono eliminati, danno preziose informazioni a Link per proseguire nell'avventura. Esistono anche due sottospecie: i Cespugli affari e i Cespugli pestiferi.

### Cespuglio affari
I Cespugli affari sono molto simili ai Cespugli Deku, ma, a differenza di questi ultimi, quando vengono sconfitti, offrono a Link la possibilità di acquistare alcuni loro oggetti.

### Cespuglio pestifero
I Cespugli pestiferi sono più potenti rispetto ai Cespugli Deku. Hanno foglie di colore giallo e rosso. Per essere sconfitti, devono prima essere colpiti da una loro noce, successivamente dalla spada di Link.

## Rettili

### Dinolfos
Luoghi: Campo d'addestramento Gerudo, Castello di Ganon.
I Dinolfos sono mostri simili ai Lizalfos, ma questi ultimi sono meno offensivi e meno resistenti. Combattono con una spada di media grandezza.

### Lizalfos
Luoghi: Caverna Dodongo, Santuario dello Spirito, Campo d'addestramento Gerudo, Santuario della Terra.
i Lizalfos sono mostri molto simili ai Dinolfos, anche se questi ultimi, sono più forti e resistenti. Appaiono occasionalmente e sovente attaccano in gruppo. Sono presenti anche in The Adventure of Link, Twilight Princess e Skyward Sword.

### Aeralfos
Gli Aeralfos sono una versione volante dei Lizalfos, armati di spada e ali da pterodattilo.

## Dodongo

Un dodongo adulto

I dodongo sono una specie simile a lucertole-dinosauri ed hanno la capacità di sputare getti di fuoco dalla propria bocca, e hanno come punto debole la coda o la bocca se colpita dall'esplosione di una bomba.
I dodongo possono avere dimensioni e caratteristiche varie nei vari giochi della serie. I dodongo passano infatti da essere simili a rinoceronti come nel primo gioco ad essere simili a lucertole come in Ocarina of Time. Oltre alla varietà dalle dimensioni "normali" come sono apparsi in The Legend of Zelda, nella serie sono apparse anche altre varietà:
- Baby dodongo, la varietà di Dodongo più piccola, per ucciderli bisogna usare la spada. Quando vengono colpiti esplodono.
- Mega dogongo, dalle dimensioni di un elefante, è la versione più grande. In Ocarina of Time è il boss della "Dodongo's Cavern"; per essere sconfitto bisogna lanciargli le bombe nella bocca per poi colpirlo con la Spada dei Kokiri (o con Link grande con la Master Sword).

Un mega dodongo

Essi appaiono in The Legend of Zelda, Ocarina of Time, Majora's Mask, Oracle of Ages, Oracle of Seasons, Four Swords Adventures e Twilight Princess. Oltre ai giochi canonici, appaiono anche in Link: The Faces of Evil e Zelda: The Wand of Gamelon.

Un baby dodongo

### Dimitri
In Oracle of Ages e in Oracle of Seasons, nella palude, c'è un Dodongo di nome Dimitri che non svolge il ruolo di nemico, ma anzi, se si è in possesso del "Dimitri's Flute" (che prima dell'incontro con il Dodongo viene chiamato "Strange Flute"), aiuta Link facendolo accedere a delle aree raggiungibili solo tramite un fiume molto profondo e con delle cascate.

## Dongorongo
In The Legend of Zelda: Phantom Hourglass il boss del quinto dungeon (il Goron Temple) ha delle somiglianze con i Dodongo e i Goron, e proprio per questo si chiama così.

## Fake Door
Luoghi: Santuario del Fuoco, Santuario dell'Ombra, Gerudo Training Ground.
Le Fake Doors sono porte molto simili alle normali, ma, a differenza di queste ultime, cadono attaccando Link.

## Mani
Questi mostri hanno l'aspetto di grandi mani dalla carnagione scura, con dita lunghe e grosse e unghie lunghe e appuntite:

### Mano Rapace
Luoghi: Santuario della Foresta, Bottom of the Well, Santuario dell'Ombra, Santuario dello Spirito, Castello di Ganon.
Le Mani Rapaci saltano dal soffitto e, se riescono a prendere Link, lo portano all'inizio del livello. Quando sono presenti in una stanza, Navi avverte Link con la seguente frase:
(Navi rivela a Link la presenza di una Mano Rapace)

### Mano Diabolica
Luoghi: Santuario dell'Ombra, Santuario dello Spirito, Santuario della Foresta.
Le Mani Diaboliche sono mostri simili alle Mani Rapaci, ma differiscono nel comportamento. Le Mani Diaboliche camminano sul pavimento e, appena avvistano Link, diventano più resistenti e di colore verde e volano addosso a Link. Quando vengono sconfitti, si dividono in tre Piccole Mani Diaboliche, che cercano di strangolare Link e dopo un po'si riformano.

## Flying Pots
Luoghi: Santuario dello Spirito.
I Flying Pots sono vasi che colpiscono Link volando contro di lui. Sono in tutto e per tutto uguali nell'aspetto ai vasi normali, solo leggermente più piccoli.

## Freezzard
Luoghi: Caverna di ghiaccio, Castello di Ganon.
I Freezzard sono mostri di ghiaccio che colpiscono Link con una folata di vento gelido, congelandolo. Sono deboli e vulnerabili a quasi tutte le armi.

## Guardia Gerudo
Luoghi: Fortezza Gerudo.
Le Guardie Gerudo sono donne armate di due sciabole che compaiono nelle prigioni della Fortezza Gerudo. Sono molto agili, potenti e hanno un'elevata capacità difensiva.

## Corvacchia
Luoghi: Fattoria Lon Lon, Lago Hylia, Colosso del deserto.
Le Corvacchie sono animali volatili, simili a dei corvi. Se colpiti, rilasciano molte rupie. Sono presenti anche in Twilight Princess, con il nome Flying Guay.

## Pipistrello
Non sono altro che normalissimi pipistrelli. Ne esistono di tre tipi:
- Pipistrello - La versione base; inseguono Link appena lo avvistano. Appaiono nei seguenti luoghi: Caverne, Caverna Dodongo, Santuario del Fuoco, Caverna di ghiaccio, Santuario dell'Acqua, Bottom of the Well, Santuario dell'Ombra, Santuario dello Spirito, Castello di Ganon.
- Pipistrello igneo - Questi pipistrelli sono infuocati; oltre a causare un danno maggiore, essi possono bruciare lo Scudo Deku. Appaiono nei seguenti luoghi: Caverna Dodongo, Santuario del Fuoco, Fondo del pozzo, Santuario dell'Ombra, Campo d'addestramento Gerudo, Santuario dello Spirito, Castello di Ganon.
- Pipistrello glaciale - Questi pipistrelli sono avvolti dal gelo; congelano Link non appena riescono a colpirlo. Appaiono solo nella Caverna di ghiaccio.

## Leever
Luoghi: Deserto maledetto, Colosso del deserto.
I Leever sono mostri che vivono nella sabbia e ne spuntano fuori quando avvistano Link. La loro caratteristica rilevante è la loro agilità. Eliminando tutti i Leever, ne comparirà uno più grande di colore porpora. Questi mostri sono presenti anche in A Link to the Past nel Castello di Sabbia e in Twilight Princess.

## Like Like

Un like like

I like like sono mostri a forma di gelatina informe e dotati di un'enorme bocca in cima che cercano di aspirare Link e, se riescono nel loro intento, gli mangiano lo scudo ed eventuali tuniche speciali; Una volta che ciò è accaduto Link deve uccidere in fretta il nemico con la spada, altrimenti lo scudo scompare e l'eroe deve ricomprarlo. Quando vengono uccisi i like like si sciolgono in una pozzanghera.
Appaiono in:
- The Legend of Zelda - 1986 (NES)
- Link's Awakening - 1993 (Game Boy)
- Ocarina of Time - 1998 (Nintendo 64)
- Majora's Mask - 2000 (Nintendo 64)
- Oracle of Ages - 2001 (Game Boy Color)
- Oracle of Seasons - 2001 (Game Boy Color)
- The legend of Zelda: A link to the past & four swords - 2003 (Game Boy Advance)
- The Minish Cap - 2004 (Game Boy Advance)
- Phantom Hourglass - 2007 (Nintendo DS)
- Spirit Tracks - 2009 (Nintendo DS)
- Super Smash Bros. Melee - 2002 (GameCube)

## Moblin
I Moblin sono mostri dall'aspetto di cane antropomorfo. Essi sorvegliano l'entrata al Santuario della Foresta. Appena avvistano Link, cominciano a correre e quasi certamente lo colpiscono. I Moblin fanno riferimento ad un capo, chiamato Moblin Clava. Quest'ultimo è molto più grande degli altri ed attacca provocando onde d'urto con la propria mazza. Per sconfiggerlo bisogna evitare le onde d'urto e andargli dietro e colpirlo (meglio con l'Hookshot)per3volte.Vulnerabili ad ogni tipo di arma, è preferibile usare l'Hookshot o il Longshot oppure l'arco per eliminarli e fare spazio davanti a sé.

## Octorok
Gli Octorok sono mostri, presenti in quasi tutti i corsi d'acqua. Attaccano in modo simile ai Deku Scrub, sparando pietre al posto di noci. Questi mostri sono presenti in tutti i giochi della serie.

## Bulbocottero
I Bulbocotteri sono mostri a forma di fiore. Cominciano a volare e a roteare quando Link si avvicina a loro e il loro unico punto debole è la radice in fondo. Questi mostri generano altri nemici più piccoli, chiamati Larve di Bulbocottero. Questi ultimi inseguono Link a velocità moderata e non sono molto forti.

## Poo
I Poo (Poe) sono fantasmi aventi una caratteristica in comune: tutti possiedono una lanterna. Ne esistono due varietà differenti: una indossante degli stracci viola, riscontrabile nel Kakariko Graveyard (si trovano spostando le tombe da piccoli, sparsi per il cimitero da grandi), e nell'ultima stanza del Bottom of the Well, ed una indossante una tunica bianca ed una collana teschio, che si può individuare in alcuni punti precisi di Piana di Hyrule (come vicino all'albero accanto all'entrata del Fattoria Lon Lon). I Poo del cimitero attaccano Link con un attacco rotante e quando mirati diventano invisibili, mentre quelli dei campi attaccano a distanza per mezzo del fuoco, e non scompaiono se presi di mira. Entrambe le specie possono essere racchiuse in un'ampolla una volta sconfitte, e bevute, provocando l'effetto casuale di ripristinare o far diminuire i cuori. Questi mostri appaiono in tutti gli episodi da A Link to the Past in poi, ma assumono in ogni gioco forme differenti.

### Sorelle Poo
Queste quattro sorelle fantasma fungono da MiniBoss del Santuario della Foresta. I quattro Poo hanno vari vestiti e nomi: Jo, la sorella Poo vestita di rosso e con lo sguardo arrabbiato; Beth, la sorella vestita di blu e con lo sguardo triste; Amy, la sorella vestita di verde e con lo sguardo impassibile e Meg, la sorella più forte, vestita di viola e con lo sguardo maligno.

### Grande Poo
Luoghi: Piana di Hyrule.
I Gran Poo sono dieci fantasmi presenti solo in Ocarina of Time e in Majora's Mask. Essi sono più grandi rispetto ai Poo normali ed hanno anche un aspetto differente (veste fucsia e bianca, copricapo a zigzag). Possono essere individuati solo mentre si cavalca, ed una volta apparsi tenderanno a scappare, senza attaccare. Eliminando tutti i dieci mostri, catturandoli e portandoli al Ghost Shop, Link viene premiato con una bottiglia vuota.

## Zombie

### Zombie
Luoghi: Hyrule Castle Town, Kakariko Village, Kakariko Graveyard, Fondo del pozzo, Santuario dell'Ombra, Castello di Ganon.
Gli Zombie (conosciuti in inglese anche come ReDeads), sono mostri molto simili ai Gibdo; entrambi, infatti, attaccano allo stesso modo. Appena avvistano Link, usano lo sguardo paralizzante e lanciano un urlo acuto per immobilizzarlo, dopodiché, saltano addosso al protagonista e cercano di strangolarlo. Gli Zombie appaiono anche in Majora's Mask, The Wind Waker e in Twilight Princess.

### Ghibdo
I Ghibdo sono mostri mummificati, per molti versi simili agli Zombie. Appena avvistano Link, questi mostri usano la stessa tecnica degli Zombie. Se colpiti da una freccia infuocata o dal Fuoco di Din, le bende bruciano e sotto si rivela uno Zombie. Compaiono anche in A Link to the Past, Majora's Mask, Oracles of Ages, Oracle of Seasons, Minish Cap e in Link's Awakening.

## Shabom
Luoghi: Pancia di Jabu Jabu.
Gli Shabom sono bolle che rimbalzano di continuo. Sono molto deboli: appena colpiscono Link, si rompono.

## Shell Blade
Luoghi: Santuario dell'Acqua, Campo d'addestramento Gerudo.
Gli Shell Blade sono conchiglie avanti all'estremità delle seghettature affilate. Il loro unico punto debole è il loro rivestimento interno. Questi mostri sono presenti anche in Majora's Mask e in Twilight Princess.

## Aracnula
Le Aracnule sono aracnidi con disegnato un teschio bianco e nero sull'addome. Il loro unico punto debole è il ventre, visibile solo quando si girano di 180º. Appaiono nei seguenti luoghi: Great Deku Tree, Santuario della Foresta, Castello di Ganon.
Esistono anche delle aracnule più grandi, chiamate Grandi Aracnule. Essi sono uguali alle Aracnule normali, ma hanno dimensioni maggiori. Appaiono nei seguenti luoghi: Foresta dei Kokiri, Piana di Hyrule, Interno dell'Albero Deku, Bottom of the Well, Santuario dell'Ombra.
Esistono inoltre le Muracnule, mostri simili alle Aracnule che risiedono sui muri. Se vedono Link mentre scala una parete assumono una colorazione viola e lo attaccano, facendolo cadere. Possono essere uccisi, ad esempio, da un colpo di fionda. Appaiono nei seguenti luoghi: Interno dell'Albero Deku, Santuario della Foresta, Monte Morte, Caverna Dodongo, Santuario dello Spirito.
Infine, esistono delle Aracnule dorati, chiamate Aracnule dorate. Essi hanno un comportamento simile alle Muracnule, ovvero si arrampicano continuamente sui muri, tuttavia non attaccano. Se sconfitti, rilasciano un Teschio d'oro. Esistono in tutto 100 Aracnule dorate in Ocarina of Time.
Nel Castello di Ganon è presente un'Aracnula invisibile.

## Spike
Luoghi: Santuario dell'Acqua.
Gli Spike sono mostri sottomarini ricoperti di aculei metallici. Bastano pochi colpi di spada per eliminarli.

## Scheletri

### Stalfosso
Luoghi: Piana di Hyrule.
Gli Stalfossi sono scheletri che emergono dalle terre di Hyrule alla notte. Sono piuttosto deboli e bastano pochi colpi di spada per eliminarli. Ogni dieci Stalfossi eliminati, ne compare uno più grande e più resistente. Questi mostri compaiono anche in Majora's Mask.

### Stalfos
Luoghi: Santuario della Foresta, Santuario dell'Ombra, Campo d'addestramento Gerudo, Santuario dello Spirito, Castello di Ganon.
Gli Stalfos sono scheletri guerrieri, dotati di spada e di scudo. Appaiono talvolta in coppia e sono molto agili e potenti. Sono presenti sedici Stalfos in tutto il gioco.

## Stinger
Luoghi: Pancia di Jabu Jabu, Santuario dell'Acqua.
Gli Stinger sono mante che risiedono nel terreno. Appena avvistano Link, cominciano a volare in aria.

## Trivolt
Luoghi: Pancia di Jabu Jabu.
I Trivolt sono sanguisughe dotate di una coda elettrificata che cominciano a volare in aria non appena Link si avvicina ad esse.

## Tectite
I Tectiti sono insetti a quattro zampe non molto agili e non molto potenti. Ne esistono di due tipi:
- Tectite blu - Sono presenti nei seguenti luoghi: Fiume Zora, Lago Hylia, Zora's Fountain, Santuario dell'Acqua.
- Tectite rosso- Sono presenti nel Monte Morte.

Questi mostri si possono ritrovare in quasi tutti i giochi della serie.

## Lumaca di lava
Le Lumache di lava sono lumache giganti infuocate molto lente. Dopo essere state attaccate, perdono la fiamma e successivamente energia vitale.

## Lupi
Luoghi: Radura sacra, Santuario della Foresta, Campo d'addestramento Gerudo, Santuario dello Spirito, Castello di Ganon.
I Lupi sono grossi lupi molto potenti e dalla media resistenza. Questi mostri appaiono anche in Majora's Mask.

### Lupo Nero
La varietà base dei Lupi. Attaccano graffiando. Sono piuttosto veloci e possono essere colpiti solo quando abbassano la guardia, ma Link li può uccidere all'istante se li colpisce da dietro.

### Lupo Bianco
Esistono anche dei Lupi di colore bianco, chiamati Lupi bianchi. Essi compaiono nell'Caverna di ghiaccio e nel Campo d'addestramento Gerudo. Sono molto più grandi, ma hanno la stessa resistenza dei Lupi normali. Questi ultimi appaiono anche in Twilight Princess.

## Gohma

Un gohma

Gohma è un gigantesco parassita, con un solo occhio e una forma che può variare da quella di aracnide a quella di insetto. È presente in diversi episodi della serie ricoprendo sempre il ruolo di boss finale di un dungeon.
Appaiono in:
- The Legend of Zelda come boss del settimo labirinto. Ha la forma di un enorme granchio ed il suo punto debole è l'occhio.
- In The Legend of Zelda: Link's Awakening ci sono due Gohma come mini-boss nel quinto dungeon.
- In The Legend of Zelda: Ocarina of Time è il primo boss del gioco e ha la forma di un enorme ragno. È la causa della malattia e della successiva morte del Grande Albero Deku.
- In The Legend of Zelda: Oracle of Seasons è presente anche in Oracle of Seasons dove ricopre il ruolo di boss del quarto dungeon.
- In The Legend of Zelda: The Wind Waker si manifesta con un aspetto simile ad una mantide religiosa e si trova nell'Isola del Drago.
- In The Legend of Zelda: Four Swords Adventures appare in Four Swords Adventures in due varianti, entrambe simili ad aracnidi con un solo occhio: la prima variante si trova nella pianura di Hyrule, la seconda è un mini-boss che spara palle di fuoco contro Link
- In The Legend of Zelda: Twilight Princess  il boss del Santuario del tempo è un aracnide enorme con un occhio sull'addome di nome Armagohma. Esso deve essere sconfitto per recuperare un frammento dello Specchio Oscuro.

Oltre ai videogiochi, appaiono anche in Link: The Faces of Evil e Zelda: The Wand of Gamelon

## Larva di Gohma
Luoghi: Interno dell'Albero Deku .
Le Larve di Gohma sono animali a due zampe, simili al loro genitore, il boss Gohma. Possono essere eliminati colpendo ripetutamente con la spada il loro unico occhio.

## Guerrieri d'acciaio

Un guerriero d'acciaio

I Guerrieri d'acciaio (Iron Knuckle) sono dei cavalieri con una pesante armatura ed un'enorme ascia (o un'altra arma di grandi dimensioni).
Appaiono in:
- The Adventure of Link in cui sono tra i nemici più forti e si trovano nei colori arancio, rosso e blu; ad ogni colore corrisponde un grado di difficoltà maggiore, i più forti, quelli blu, possono anche lanciare delle spade a distanza.
- In Ocarina of Time compaiono più volte, in particolare nello Spirit Temple dove Link si scontra anche con un Iron Knuckle particolarmente forte prima della battaglia con Twinrova, che poi si scopre essere Nabooru che è stata catturata dalle sorelle Koume & Kotake che le hanno fatto il lavaggio del cervello e l'hanno trasformata contro la sua volontà. Nel gioco l'ultima apparizione è nel castello di Ganon dove Link si scontra con due di questi nemici, uno bianco e uno nero. Nella Master Quest gli Iron Knuckle sono in numero maggiore e compaiono già nel Fire Temple.
- In Majora's Mask ci sono solo tre Iron Knuckle, due sotto l'Ikana Graveyard e uno nel Link's Moon Dungeon; Inoltre nel Curiosity Shop c'è un'armatura di Iron Knuckle che però non brandisce un'ascia, ma una spada come quelli di The Adventure of Link.

Oltre ai videogiochi, appaiono anche in Link: The Faces of Evil e Zelda: The Wand of Gamelon (come boss della Tykogi Tower).

### Rebonakku
In The Adventure of Link c'è un guerriero d'acciaio blu chiamato Rebonack che svolge il ruolo di boss dell'Island Palace. Inoltre due Rebonack appaiono anche come mini-boss nel Three Eye Rock Palace.

## Varubaja

Varubaja

Varubaja, in originale Barubajia (バルバジア?, Barubajia), è un drago volante che sputa fuoco. Si trova dentro il Tempio del Fuoco, nel Monte Morte. Volvagia passa tutto il tempo sommerso nella lava, in attesa di catturare qualche Goron per mangiarlo vivo. È anche conosciuto come  ("Shakunetsu kekkyoryū" (灼熱穴居竜? lett. "Drago di magma sotterraneo").

## Morpha
Morpha è il boss del santuario dell'acqua; è il responsabile del ritiro del lago di Hylia. Morpha è una gigantesca ameba, fatta di acqua, con un nucleo rosso al suo interno che è il punto debole del boss che permette a Link di sconfiggerlo.